# Jemva
Jemva (rusky Емва) je město v Komijské republice v Ruské federaci. Při sčítání lidu v roce 2010 měla bezmála patnáct tisíc obyvatel.

## Poloha a doprava
Jemva leží v předhůří Severního Uralu na řece Vymu, přítoku Vyčegdy v povodí Severní Dviny. Od Syktyvkaru, hlavního města Komijské republiky, je vzdálena přibližně 130 kilometrů severovýchodně.
Ve městě je nádraží Pečorské železnice vedoucí z Konoši přes Kotlas do Vorkuty.

## Dějiny
Jemva vznikla rovnou se statusem sídla městského typu pod jménem Železnodorožnyj (Княжпого́ст) při výstavbě železniční stanice Kňažpogost (Княжпого́ст) pojmenované podle nedaleké vesnice. V roce 1985 byla povýšena na město a přejmenována na Jemva podle komijsko-chantyjského pojmenování řeky Vym.